# Northumberland—Quinte Ouest (circonscription provinciale)
Circonscription électorale provinciale du Canada
Northumberland—Quinte Ouest est une ancienne circonscription provinciale de l'Ontario représentée à l'Assemblée législative de l'Ontario de 2007 à 2018.

## Géographie
La circonscription s'étend au long de la rive nord du lac Ontario entre Belleville et la banlieue lointaine orientale de Toronto, se constituant du comté de Northumberland et de la ville de Quinte West.
Les circonscriptions limitrophes sont Durham, Haliburton—Kawartha Lakes—Brock, Peterborough et Prince Edward—Hastings.

## Historique
| Législature                                                                      | Années    | Député | Député            | Parti                     |
| -------------------------------------------------------------------------------- | --------- | ------ | ----------------- | ------------------------- |
| Circonscription issue de Northumberland et Prince Edward—Hastings                |           |        |                   |                           |
| 39e                                                                              | 2007-2011 |        | Lou Rinaldi (en)  | Libéral                   |
| 40e                                                                              | 2011-2014 |        | Rob Milligan (en) | Progressiste-conservateur |
| 41e                                                                              | 2014-2018 |        | Lou Rinaldi (en)  | Libéral                   |
| Circonscription dissoute parmi Northumberland—Peterborough-Sud et Baie de Quinte |           |        |                   |                           |

## Circonscription fédérale
Depuis les élections provinciales ontariennes du 4 octobre 2007, l'ensemble des circonscriptions provinciales et des circonscriptions fédérales sont identiques.